# Chernobog
Chernobog ou Czernobog (do eslavo: "deus negro") também conhecido como Crnoglav, Chernabog e Tchernobog, é uma divindade da mitologia eslava representa todo o mal, e tem como opositor seu irmão, Belbog, que representa a bondade, felicidade e vida. Conforme documentos históricos de origem cristã que remetem ao século XII, Chernobog é o deus da morte, caos e azar, encarnando toda a maldade existente no mundo e considerado o responsável pelas tragédias e infortúnios.
Acreditava-se que Chernobog era o deus de metade do ano, seu governo começava no solstício de inverno e terminava no solstício de verão, onde o governo de Belbog começava. O próprio solstício de inverno era considerado o dia da batalha dos dois deuses, sendo que, todas as vezes Belbog ganhava.
Embora considerado o equivalente a Satanás na antiga cultura eslava, acredita-se que a divindade tenha um significado que difere em diversos aspectos quando comparado a Lúcifer. Tal como outros cultos pagãos, para a mitologia eslava o equilíbrio entre o bem e o mal é essencial, isso é, acreditam que a escuridão é algo essencial como parte da natureza, mas sempre tendo a esperança de que a luz a vencerá.
Sua caracterização como divindade ctônica - relacionada à morte e à escuridão - levou-o a ser utilizado como um personagem sombrio em obras contemporâneas como: a ópera Mlada, de Nikolai Rimsky-Korsakov e o segmento Uma Noite no Monte Calvo (A Night On Bald Mountain), do desenho animado Fantasia, de Walt Disney,  inspirado em composição de Mussorgsky mas com o nome de Chernabog.

## Outras Aparições
- Em 2017, foi representado na série "American Gods", produzida pela Starz, baseada no livro de mesmo nome do autor britânico Neil Gaiman.
- Foi citado na série Once Upon a Time no episódio 13 da 4 temporada como um vilão, que se alimenta de maldade.
- O jogo eletrônico The Shrouded Isle (2017) se desenvolve por inteiro em torno da divindade, pois ao decorrer da história o jogador é obrigado a oferecer sacrifícios para ele.
- O jogo eletrônico Blood (1997) o tem como vilão principal, e deus da seita "Cabal".
- O jogo eletrônico Grand Theft Auto Online (2013 - Presente) nomeia um veículo militar como Chernobog, adicionado na DLC O Golpe do Juízo Final lançada em 12 de dezembro de 2017.[4]
- No jogo eletrônico para Nintendo WiiU e Nintendo Switch, Bayonetta 2 de 2014 Chernobog é citado na descrição de uma arma com o mesmo nome, como o demônio que dá poder a ela.
- O personagem Volkath do joga Arena of Valor tem muitas semelhanças com o deus eslavo.
- Nas hqs da Marvel, Chernobog já foi citado como um inimigo do Hulk.
- O MOBA Smite tem com divindade jogável e na classe "Caçador", lançado em maio de 2018.